# Оренбургский Неплюевский кадетский корпус

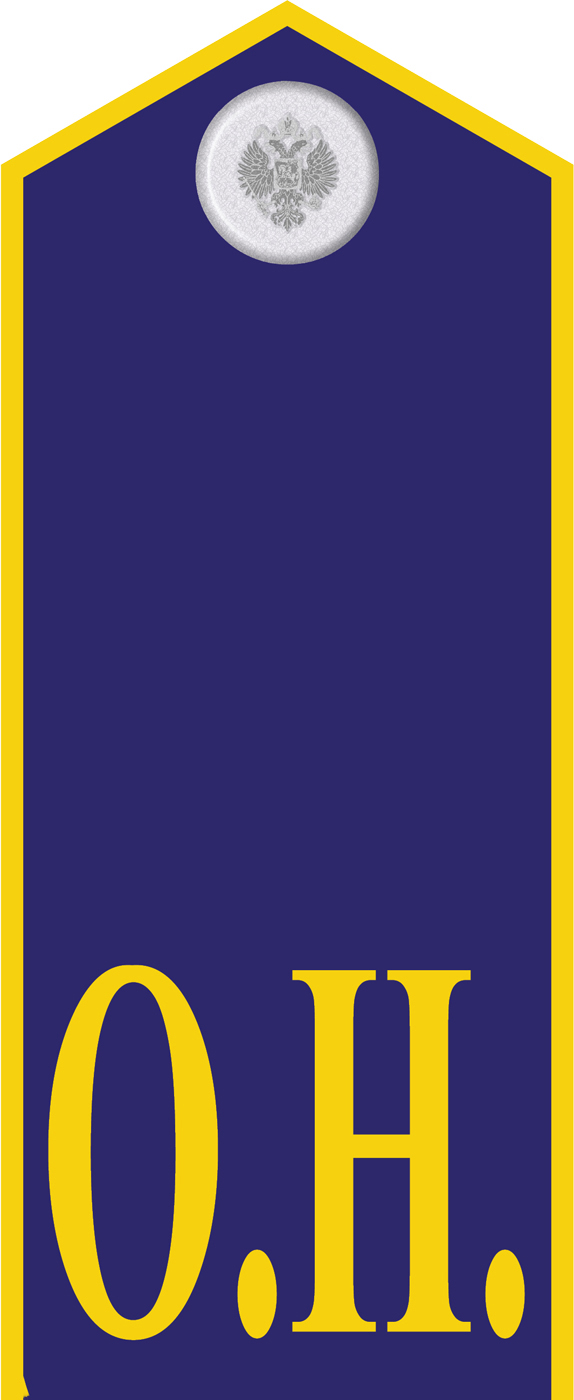
Погон Оренбургский Неплюевский кадетский корпус

Оренбургский Неплюевский кадетский корпус — учебное заведение, организованное российской администрацией Оренбургской губернии для предоставления среднего образования на русском языке дворянским детям и подготовки нужных для местных властей специалистов из коренных жителей края («способствовать сближению азиатцев с русскими, доставлять этому отдаленному краю Просвещённых чиновников»); названо в честь первого губернатора Оренбургской губернии Ивана Ивановича Неплюева.

## История корпуса
Неплюевское военное училище было открыто в Оренбурге 2 января 1825 года.
- 1825—1844 — Оренбургское Неплюевское военное училище.
- 1844—1866 — Оренбургский Неплюевский кадетский корпус.
- 1866—1882 — Оренбургская Неплюевская военная гимназия (старший класс преобразован в 4-е военное Оренбургское училище, закрытое в 1870)[1].
- 1882—1919 — Оренбургский Неплюевский кадетский корпус.
- 5 января 1919 года — закрыт местным Советом.
- 1946—1961 в зданиях корпуса размещалось Сталинградское суворовское военное училище (позднее Оренбургское СВУ)

### Здания
Сначала училище было открыто в скромном деревянном доме; затем расположилось в здании, где впоследствии была открыта женская гимназия; с 1872 года — в специально выстроенном большом каменном доме на Караван-Сарайской площади. Ныне это здание является III корпусом медицинского университета.

## Организация корпуса

### Состав корпуса
Корпус состоял из европейского и азиатских отделений (в последующем названных эскадронами). На первом обучались преимущественно русские воспитанники, на втором большинство составляли инородцы. По штату принималось 200 учащихся: 70 за казенный счет и 40 за собственный (своекоштные воспитанники); остальные 90 мест предоставлялись сыновьям офицеров местных казачьих войск, из них 30 вакансий было зарезервировано за Башкиро-мещерякским войском.
В 1832 году при Неплюевском училище открылось женское отделение для воспитания и обучения наукам и рукоделию дочерей военных и гражданских чиновников.

### Программа обучения
Программа обучения была рассчитана на 6 лет (3 класса по 2 года). 
Изучались общеобразовательные предметы (преподавались история, география, ботаника, минералогия, математика) и специальные. 
На европейском отделении наряду с общеобразовательными дисциплинами изучались французский и немецкий языки, а также артиллерия и фортификация. 
На азиатском отделении военные науки отсутствовали; наряду с христианским и мусульманским богословием и общеобразовательными дисциплинами преподавали арабский, персидский и родные языки; давались определённые знания по архитектуре, каллиграфии и изящному искусству; преподавались дисциплины, связанные с земледелием и лесным хозяйством. 
В 60-е гг. XIX века кадетский корпус был реорганизован. Особенности его организации и учебного курса были ликвидированы, из программы исключены восточные и местные языки, лесоводство, гражданская архитектура и др. Вакансии для нерусских народов были отменены, все учащиеся стали обучаться по единой программе.

### Значение
Неплюевский кадетский корпус оставил сильное влияние в культурной жизни края и в просвещении башкир и других нерусских народов края в первой половине XIX века. Здесь обучался М. И. Уметбаев — крупный башкирский поэт-просветитель, учёный-энциклопедист.

## Известные люди, учившиеся или служившие в корпусе
- Аничков, Виктор Михайлович
- Болецкий, Константин Богуславович
- Бородин, Михаил Никанорович
- Воробьёв, Николай Михайлович
- Воронин, Михаил Феоктистович
- Горохов, Алексей Фёдорович
- Гуляев, Александр Лазаревич
- Дандевиль, Виктор Дезидерьевич
- Диваев, Абубекр Ахметжанович
- Дутов, Александр Ильич
- Ерёмин, Александр Михайлович
- Зайцев, Иван Матвеевич
- Залесов, Николай Гаврилович
- Иванов, Николай Александрович
- Кастанье, Жозеф-Антуан
- Костяев, Фёдор Васильевич
- Лебедев, Порфирий Александрович
- Лесевицкий, Николай Николаевич
- Попов, Василий Григорьевич
- Сахаров, Константин Вячеславович
- Серов, Василий Родионович
- Синклер, Владимир Александрович
- Сыртланов, Шахайдар Шахгарданович
- Уметбаев, Мухаметсалим Ишмухаметович
- Ханжин, Михаил Васильевич
- Хорошхин, Михаил Павлович
- Шляков, Николай Васильевич
- Щепихин, Сергей Арефьевич

## Директора
По сведениям В. Н. Витевского, директорами корпуса были:
- 1825—1832 — Григорий Фёдорович Генс
- 1832—1833 — Константин Демьянович Артюхов
- 1833—1848 — Илларион Михайлович Марков
- 1848 — 26.11.1862 — Михаил Сергеевич Шилов
  - 26.11.1862 — 09.04.1864 — исполняющий обязанности, Пётр Логгинович Энгельке
- 09.04.1864 — 15.03.1876 — Павел Васильевич Домерщиков
- 21.03.1876 — 21.12.1905 — Феофил Матвеевич Самоцвет
- 04.03.1906 — 08.08.1908 — Иосиф-Карл Онуфриевич Латур
- 08.08.1908 — 1918 — Николай Александрович Пузанов
- 18.08.1918 — 15.10.1919 — Вячеслав Александрович Карликов

## Галерея

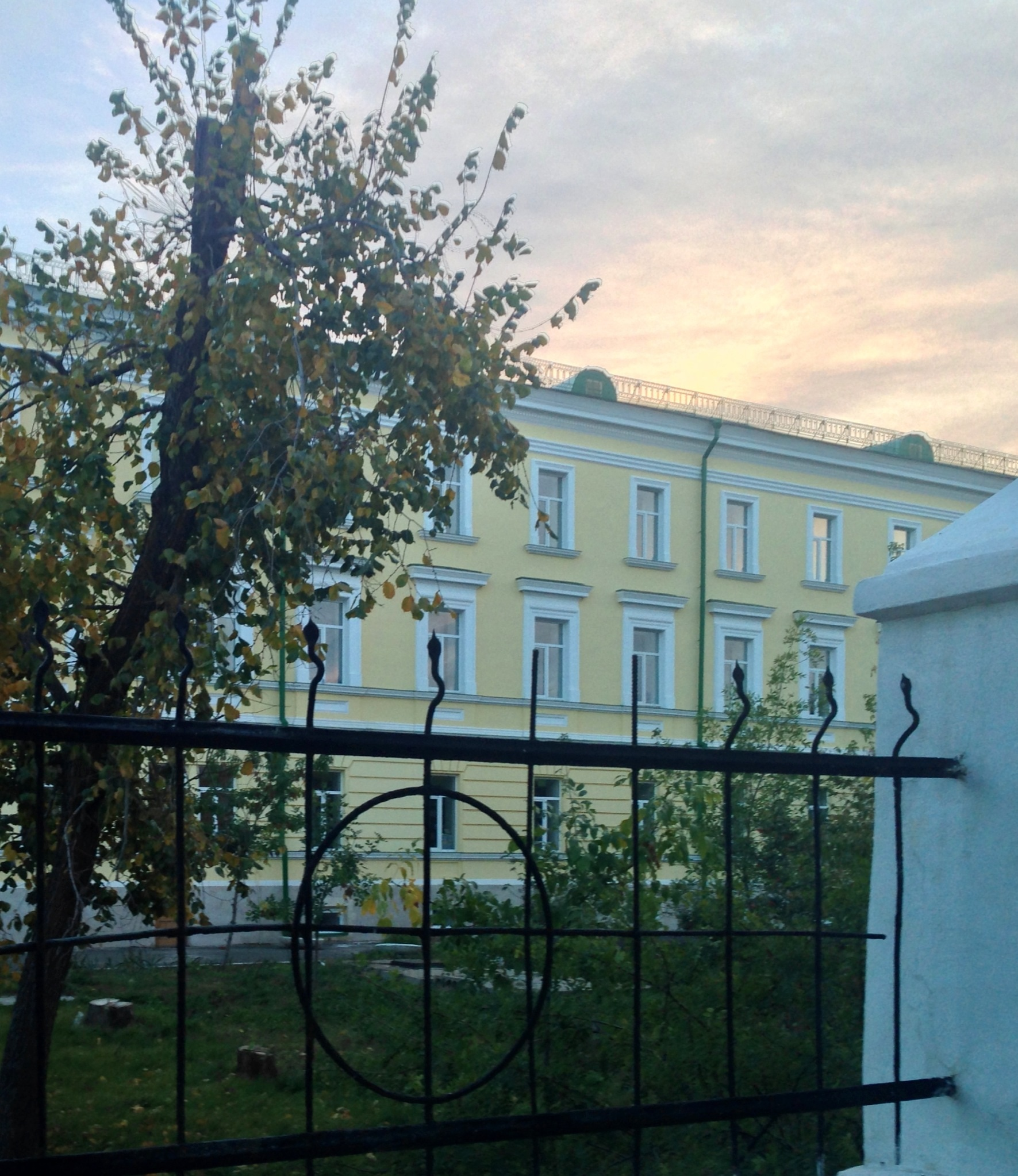
1-й Неплюевский Кадетский корпус (главное здание). Парковый пр., 7
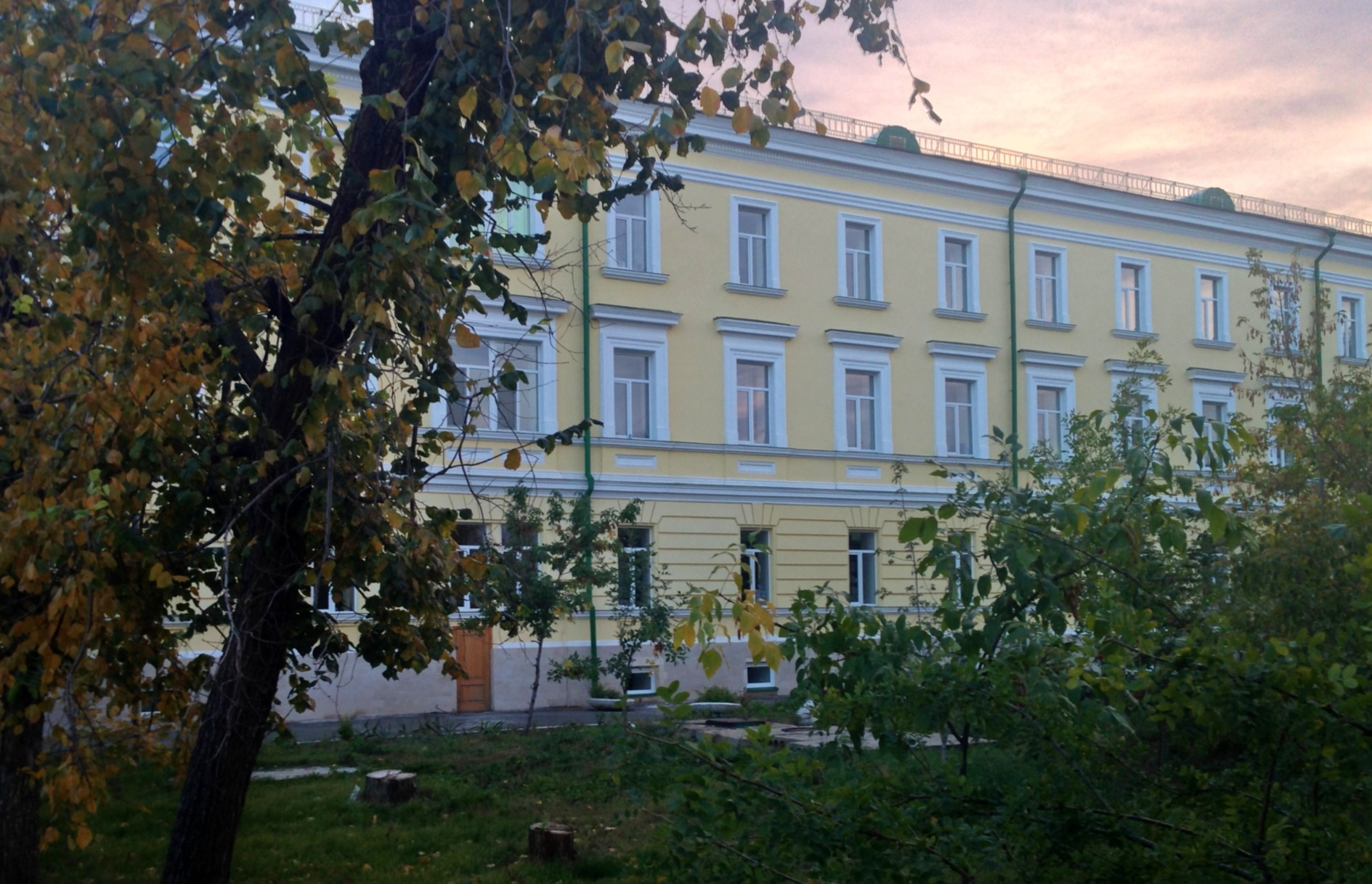
1-й Неплюевский Кадетский корпус (главное здание). Парковый пр., 7
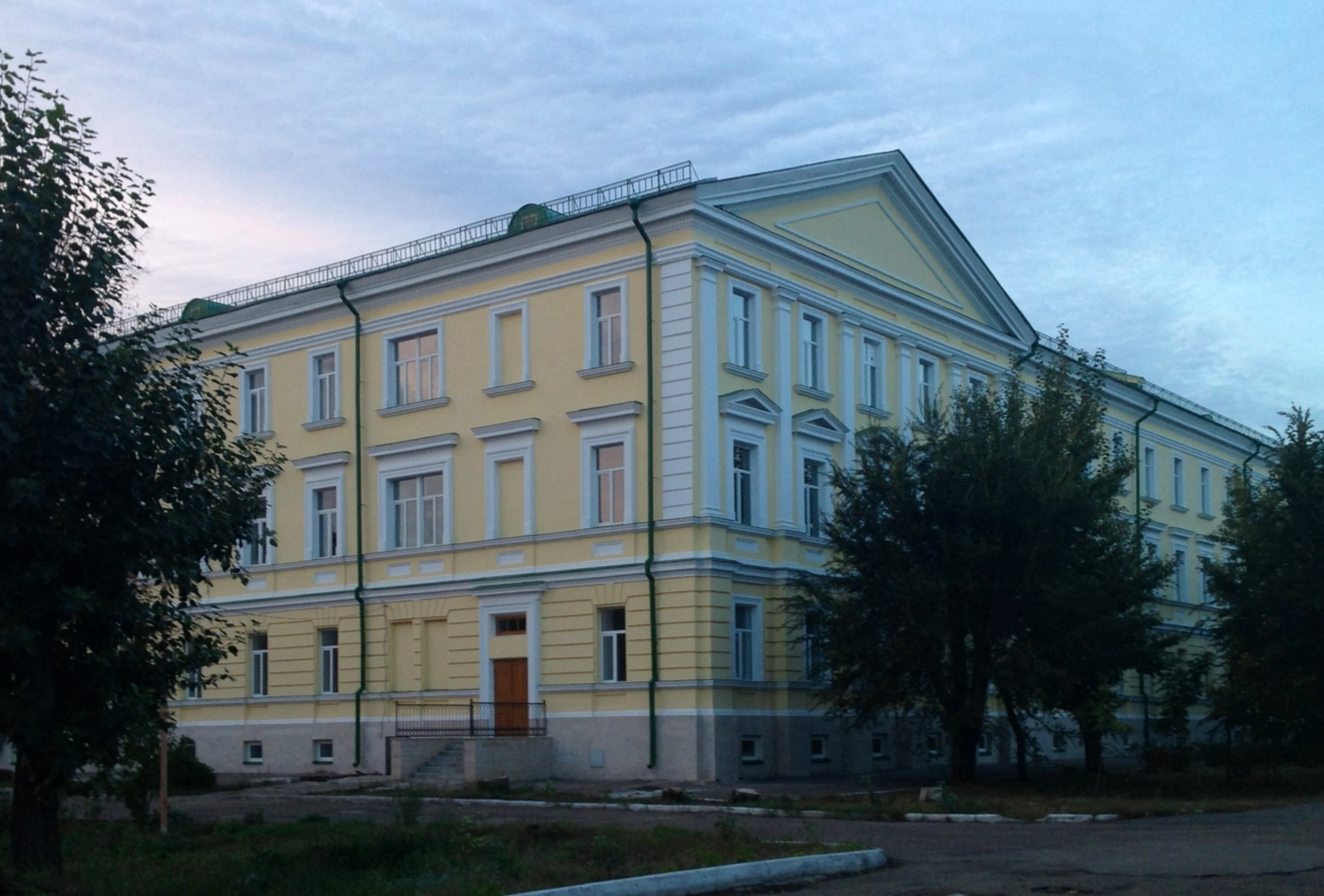
1-й Неплюевский Кадетский корпус (главное здание). Парковый пр., 7
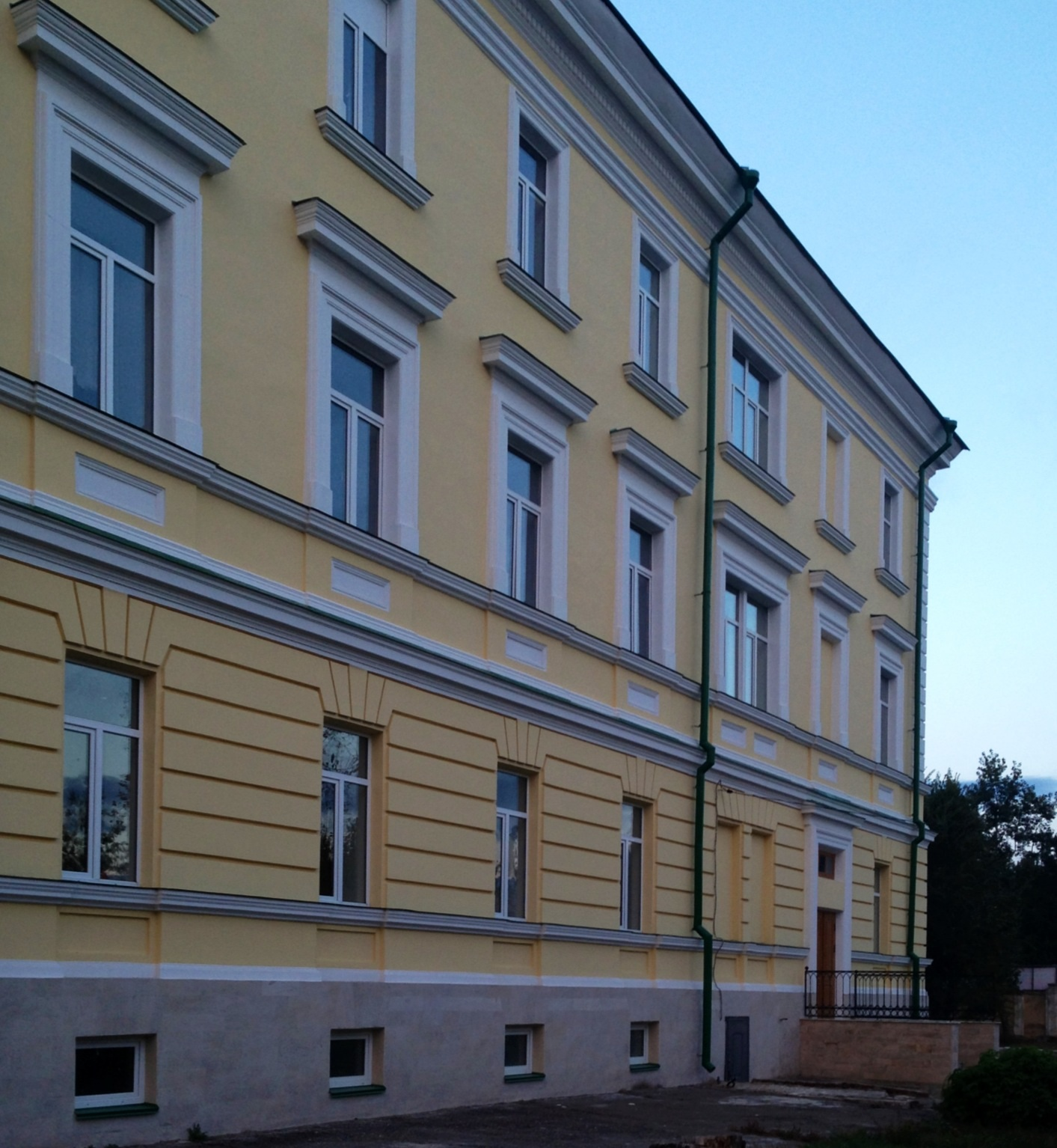
1-й Неплюевский Кадетский корпус (главное здание). Парковый пр., 7
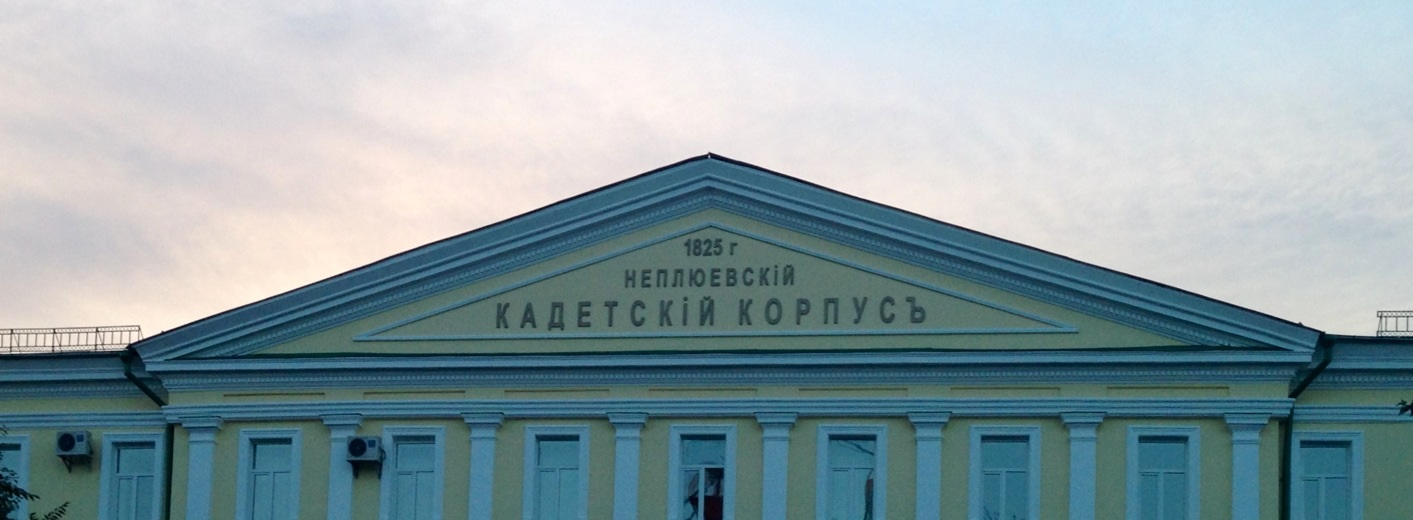
1-й Неплюевский Кадетский корпус (главное здание). Фронтон.
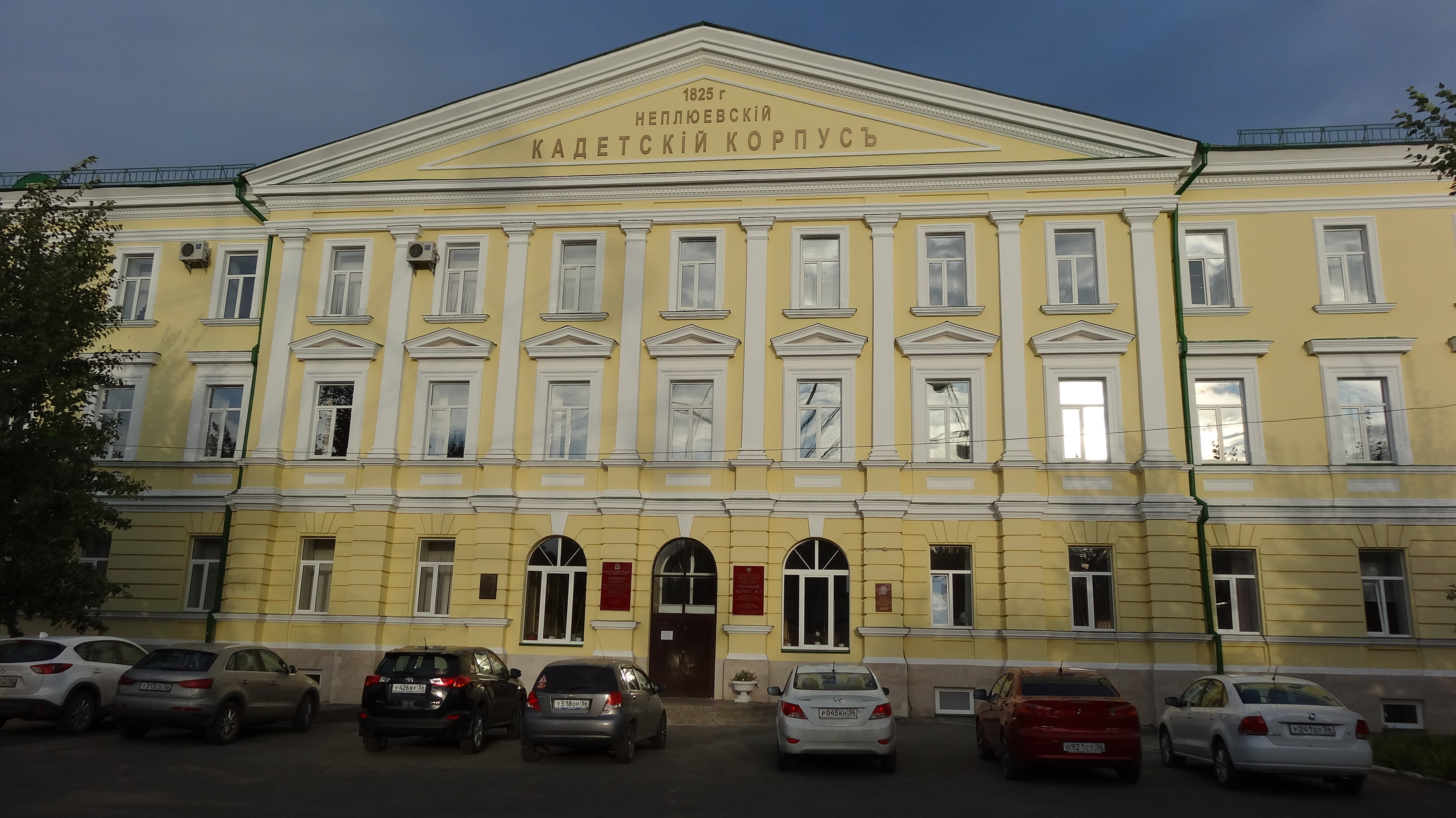